# Mavesår
Mavesår er en fællesbetegnelse for sår i mavesækken (latin: ulcus ventriculi) eller i tolvfingertarmen (latin: ulcus duodeni). Mavesårsbakterien, Helicobacter pylori, forårsager ca. 90 % af sår i tolvfingertarmen og ca. 80% af alle sår i mavesækken.
Efter Barry Marshalls og Robin Warrens opdagelse af denne bakterie i 1982 og dens rolle i udviklingen af mavesår er behandlingen forbedret betragteligt, idet en fjernelse af bakterien ved brug af antibiotika (i kombination med syrenedsættende midler) som regel medfører helbredelse.
Tidligere behandledes mavesår udelukkende med midler til reduktion af mavens indhold af mavesyre. Særligt ondartede tilfælde kunne kræve fjernelse af en del af mavesækken ved kirurgisk indgreb, men tilstanden var kronisk og kunne medføre livsvarig invaliditet.

## Symptomer
Symptomerne på mavesår kan være fra lette symptomer med ubehag i maven til svære symptomer med blødning, opkastning af blod og peritoneal reaktion ved perforation af mavesækken eller tolvfingertarmen. Diagnosen stilles oftest ud fra anamnese og kliniske fund, men kan kun stilles med sikkerhed ved en gastroskopi.

Klassiske symptomer er :
- Svie og smerte øverst i maveregionen, dyspepsi. Ofte er der forværring om natten og ved sult, og det lindres ved fødeindtagelse.
- Smerter
- Halsbrand og sure opstød
- Kvalme
- Opkastning
- Opkastning med blod (hæmatemese)

## Behandling
Behandlingen af mavesår er afhængig af den udløsende årsag. Hvis der er påvist tilstedeværelsen af Helicobacter pylori er behandlingen to typer antibiotika (fx amoxicillin og metronidazol) og et syrehæmmende middel (fx en syrepumpehæmmer). Hvis der ikke kan påvises Helicobacter pylori, er beandlingen et syrehæmmende middel og fjernelse af en årsag som fx aspirin eller alkohol.

Ved blødning kan man forsøge at stoppe den med endoskopisk behandling.
Ved perforation af et mavesår kræves akut operation med lukning af hullet.

## John Lykoudis' behandling
Den græske læge John Lykoudis havde praksis i byen Missolonghi vest for Delfi.
Han havde i flere år haft mavesår, da han i 1958 behandlede sig selv med antibiotika og blev kureret.
Han gentog behandlingen på patienter, og efter positive resultater begyndte han at eksperimentere for at finde den mest effektive kombination af antibiotika.
Den endelige kombination fik navnet Elgaco og blev patenteret den 16. november 1961 i Grækenland.
Det er sandsynligt at han har behandlet mere end 30.000 mavesårspatienter med dette lægemiddel.
Det lykkedes det dog ikke for John Lykoudis at overbevise de græske myndigheder og resten af den medicinske verden om fordelene ved en antibiotisk behandling af mavesår. Det lykkedes ikke at få godkendt Elgaco som lægemiddel; han fik derimod en bøde i 1968 ved en disciplinærsag.

## Ekstern henvisning og Bibliografi
- Press Release: The 2005 Nobel Prize in Physiology or Medicine – Pressemeddelelse fra Nobelforsamlingen ved Karolinska Institutet om Nobelprisen i 2005 er givet for opdagelsen af Helicobacter pylori.
- Barry Marshall (redaktør) Helicobacter Pioneers. Firsthand accounts from the scientists who discovered helicobacters, 1892-1982, ISBN 0-86793-035-7.

1. ↑  Hart Hansen, Ole & Søltoft, Jan: ”Mave- og tarmsygdomme – Basisbog”. Munksgaard Danmark, København 2002.